# هب ماكورميك
هب ماكورميك (بالإنجليزية: Hub McCormick)‏ هو لاعب كرة قدم أمريكية أمريكي، ولد في 16 أغسطس 1878، وتوفي في 1963.